# 芳杜水库
28°17′41″N 121°19′49″E / 28.29476°N 121.33041°E
芳杜水库，位于中华人民共和国浙江省台州市玉环市前路村。

## 特点
1958年9月，芳杜水库动工，坝址有南北二山，北为鸡鸣屏，南为积谷山。1960年建成，1960年、1976年发生两次塌方。1976年2月，进行削坡驳石筑浆砌石消力池加固。水库坝高16.5米，坝顸长343米，总库容365万立方米。正常库容227万立方米。连接芳杜塘河放水入河。工程总投资13.5万元。